# Parteitag der CDU Deutschlands 2012
Der 25. Parteitag der Christlich Demokratischen Union Deutschlands fand am vom 3. bis 5. Dezember 2012 in Hannover statt, Veranstaltungsort war das Messegelände Hannover. Turnusgemäß wurde der Bundesvorstand neu gewählt.

## Wahlen

### Bundesvorsitz
Im ersten Wahlgang wurde Angela Merkel mit 903 Stimmen (97,94 %) wiedergewählt.

### Stellvertretende Vorsitzende
Für die fünf Positionen der stellvertretenden Bundesvorsitzenden kandidierten fünf Mitglieder.
- Volker Bouffier (789 Stimmen = 83,40 Prozent)
- Julia Klöckner (879 Stimmen = 92,92 Prozent)
- Armin Laschet (637 Stimmen = 67,34 Prozent)
- Ursula von der Leyen (653 Stimmen = 69,03 Prozent)
- Thomas Strobl (644 Stimmen = 68,08 Prozent)

### Schatzmeister
Zum Schatzmeister wurde Helmut Linssen gewählt (634 Stimmen = 97,84 Prozent).

### Weitere Präsidiumsmitglieder
Zur Mitgliedern des Präsidiums wurden gewählt.
- Emine Demirbüken-Wegner (558 Stimmen = 62,56 Prozent)
- Eckart von Klaeden (526 Stimmen = 58,97 Prozent)
- Annegret Kramp-Karrenbauer (748 Stimmen = 83,86 Prozent)
- Karl-Josef Laumann (11 Stimmen = 79,71 Prozent)
- Philipp Mißfelder (495 Stimmen = 55,49 Prozent)
- Wolfgang Schäuble (820 Stimmen = 91,93 Prozent)
- Stanislaw Tillich (703 Stimmen = 78,81 Prozent)

### Weitere Bundesvorstandsmitglieder
In den Bundesvorstand wurden 26 Beisitzer gewählt:
- Peter Altmaier (842 Stimmen = 96,01 Prozent)
- Christian Baldauf (648 Stimmen = 73,89 Prozent)
- Elmar Brok (682 Stimmen = 77,77 Prozent)
- Lorenz Caffier (520 Stimmen = 59,29 Prozent)
- Michael Fuchs (587 Stimmen = 66,93 Prozent)
- Regina Görner (568 Stimmen = 64,77 Prozent)
- Serap Güler (653 Stimmen = 74,46 Prozent)
- Reiner Haseloff (715 Stimmen = 81,53 Prozent)
- Gudrun Heute-Bluhm (538 Stimmen = 61,35 Prozent)
- Hubert Hüppe (595 Stimmen = 67,84 Prozent)
- Franz Josef Jung (761 Stimmen = 86,77 Prozent)
- Peter Liese (619 Stimmen = 70,58 Prozent)
- Thomas de Maizière (848 Stimmen = 96,69 Prozent)
- Michael Meister (698 Stimmen = 79,59 Prozent)
- Mike Mohring (653 Stimmen = 74,46 Prozent)
- Elisabeth Motschmann (546 Stimmen = 62,26 Prozent)
- Aygül Özkan (673 Stimmen = 76,74 Prozent)
- Younes Ouaqasse (649 Stimmen = 74,00 Prozent)
- Dagmar Schipanski (659 Stimmen = 75,14 Prozent)
- Jens Spahn (611 Stimmen = 69,67 Prozent)
- Arnold Vaatz (665 Stimmen = 75,83 Prozent)
- Johann Wadephul (582 Stimmen = 66,36 Prozent)
- Sabine Weiss (666 Stimmen = 75,94 Prozent)
- Annette Widmann-Mauz (709 Stimmen = 80,84 Prozent)
- Monica Wüllner (600 Stimmen = 68,42 Prozent)
- Otto Wulff (715 Stimmen = 81,53 Prozent)